# Thomasomys rosalinda
Thomasomys rosalinda és una espècie de mamífer rosegador de la família dels cricètids. És endèmic de les muntanyes del centre-nord del Perú, on viu a altituds d'aproximadament 2.600 msnm. El seu hàbitat natural són els boscos montans. Algunes poblacions estan amenaçades per la desforestació, la fragmentació del seu medi i l'expansió de l'agricultura. El seu nom específic, rosalinda, significa ‘rosa bonica’.